# Jania intermedia
Jania intermedia (Kützing) P.C. Silva, 1996  é o nome botânico de uma espécie de algas vermelhas pluricelulares do gênero Jania.
- São algas marinhas encontradas na África do Sul, Moçambique e Ilha da Madeira.

## Sinonímia
- Corallina intermedia Kützing, 1858